# Itapecuru Mirim
Itapecuru Mirim – miasto i gmina w Brazylii leżące w stanie Maranhão. Gmina zajmuje powierzchnię 1471,438 km². Według danych szacunkowych w 2016 roku miasto liczyło 67 104 mieszkańców. Położone jest około 100 km na południe od stolicy stanu, miasta São Luís, oraz około 1700 km na północ od Brasílii, stolicy kraju. 
W 2014 roku wśród mieszkańców gminy PKB per capita wynosił 7239,90 reais brazylijskich.